# Борзов, Борис Михайлович
Борис Михайлович Борзов (26 марта 1939, село Ворошилово, Полтавский район, Омская область — 14 марта 1996, посёлок Полтавка, Полтавский район, Омская область) — комбайнёр совхоза «Полтавский» Полтавского района Омской области. Герой Социалистического Труда (1972).

## Биография
Родился в 1939 году в крестьянской семье в селе Ворошилово (сегодня — Бельдеж № 3) Полтавского района Омской области. С 1952 года трудился прицепщиком в тракторной бригаде местного колхоза «Заветы Ильича» Полтавского района с центральной усадьбой в селе Полтавка. После окончания Москаленского училища механизации сельского хозяйства трудился трактористом в Полтавской МТС. Затем проходил срочную службу в Советской Армии, после которой возвратился на родину. Обучался на отделении механизации Тюкалинского сельскохозяйственного техникума. Трудился помощником бригадира, бригадиром тракторно-полеводческой бригады совхоза «Полтавский» Полтавского района. Член КПСС.
Ежегодно показывал высокие трудовые результаты в уборке урожая. Указом Президиума Верховного Совета СССР от 13 декабря 1972 года удостоен звания Героя Социалистического Труда за «большие успехи, достигнутые в увеличении производства и продажи государству зерна, других продуктов земледелия, и проявленную трудовую доблесть при уборке урожая» с вручением ордена Ленина и золотой медали «Серп и Молот» (№ 15126).
В последующем трудился заведующим машинным двора совхоза «Полтавский». В 1981 году избирался делегатом XXVI съезда КПСС.
После выхода на пенсию проживал в посёлке Полтавка. Умер в марте 1996 года.
Память
В июле 2013 года на административном здании СПК «Полтавский» была установлена мемориальная доска.
Награды
- Герой Социалистического Труда
- Орден Ленина
- Орден Трудового Красного Знамени (08.04.1971)